# زهيرة عابدين
زهيرة عابدين، (15 يونيو 1917 - 6 مايو 2002) هي طبيبة مصرية، عرفها المجتمع المصري بلقب أم الأطباء؛ وهبت حياتها وجهدها ومالها لخدمة المجتمع خلال القرن الماضي.

## النشأة والتعليم
ولدت سنة 1336 هـ - 1917م في أسرة أرستقراطية محافظة، فقد كان أبوها عضوا في مجلس الشيوخ (البرلمان). حفظت القرآن الكريم في صغرها. التحقت بإحدى المدارس التبشيرية ثم التحقت بعد ذلك بـمدرسة السنية.
- حصلت على الثانوية عام 1355 هـ-1936م وكانت الأولى على مستوى القطر المصري، والتحقت بـكلية الطب، وكانت الفتاة الوحيدة المحجبة بالجامعة. تخرجت في كلية الطب، وكانت أول طبيبة يسمح بتعيينها في هيئة التدريس بالجامعات المصرية بعد عودتها من إنجلترا سنة 1369 هـ - 1949م بعد نجاحها في اجتياز امتحان الزمالة بالجمعية الطبية بإنجلترا، وهي أول طبيبة عربية تحصل على هذه الشهادة، كما كانت أول طبيبة عربية تحصل على درجة كلية الأطباء الملكية بلندن.
- تخصصت الدكتورة زهيرة عابدين في طب الأطفال والروماتيزم، وقدمت أبحاثا علمية، بلغت مائة وعشرون بحثا نشر في مجلات علمية متخصصة عالمية.[2]

## تكريمها
- كانت الطبيبة الوحيدة عالميا التي حصلت على الدكتوراة الفخرية من جامعة أدنبرة عام 1401 هـ = 1980م)،[3]
- كانت الطبيبة العربية الوحيدة التي حصلت على جائزة إليزابيث نورجل العالمية عام 1413 هـ - 1992م.[4]
- منحتها نقابة الأطباء المصرية لقب أم الأطباء بمصر عام 1411 هـ - 1990م[4]
- منحتها كلية الطب لقب أستاذ كرسي طب المجتمع.
- حصلت على الجائزة التقديرية لعام 1996م في العلوم الطبية التطبيقية.

## إنجازاتها
لقد كانت لها مساهمات واسعة في العمل الخيري والاجتماعي، فكانت رائدة الطب الاجتماعي في مصر. من مساهماتها الخيرية:
1- جمعية أصدقاء مرضى روماتيزم القلب للأطفال عام 1377هـ| 1957م
استطاعت من خلال التركيز الشديد على مكافحة مرض روماتيزم القلب بين الأطفال أن تتحسن نسبة حالات القلب الشديد الوطأة في مصر خلال 20 سنة من 50% إلى أقل من 4%. .
2- دار لرعاية الطلبة المعوزين والمتفوقين عام 1382هـ|1962م
3- أنشأت سلسلة مدارس الطلائع الإسلامية..
وللسلسلة فرعان يعملان منذ 25 سنة ويتسعان 3500 طالب وطالبة؛ الأول في المهندسين أسسه المهندس حسن باغفار في المهندسين بجوار مسجد مصطفى محمود والثاني في أرض الجولف بمصر الجديدة أسسه المهندس كمال عاشور باسم «مدرسة طلائع الكمال الإسلامية للغات».
4- دار سعادات للمسنات في ميدان لبنان بالمهندسين.
5- ساهمت في إنشاء جمعية الشابات المسلمات بالقاهرة، وتولت رئاستها.
6- أقامت وقفا لتعليم مسلمي البوسنة.
7- أقامت معهد صحة الطفل بهدف رعاية الطفولة ووقايتها من أمراض ما قبل سن الرابعة.
8- أسست دارًا للطلبة الجامعيين المعوزين والمغتربين عام 1962م وما زال قائماً.
9- أسند إليها مهمة تأسيس أول كلية طب متطورة بدولة الإمارات العربية '''كلية دبي الطبية للبنات''' عام 1986م فوضعت مناهجها، وعكفت على إدارتها عميدة لها زهاء سبعة أعوام.
10- أقامت مشاريع في حى الحسين أهمها:
حضانة للأطفال قبل السادسة من العمر (حوالي مائة طفل).
مشغل لبنات الحي لتعليم التفصيل والخياطة والتطريز (حوالي مائة سنويًّا).
دار الطالبات الجامعيات المغتربات من خارج القاهرة، عيادة طبية.

## حياتها الشخصية
يعرف عن الدكتورة زهيرة عابدين أنها زوجة د.عبد المنعم أبو الفضل وأم لأربعة أبناء حصلوا جميعاً على شهادة الدكتوراة، ولد واحد وهو د.عمر أبو الفضل مدير عام مدارس الطلائع الإسلامية وتوفى في أواخر شهر سبتمبر 2008, وثلاثة بنات منهن العالمة السياسية د.منى أبو الفضل وابنتيها د. هدى ود.عزة أبوالفضل.

## وفاتها
ذكر المقربون من د.زهيرة عابدين بأنها كانت تزاول نشاطها بالرغم من إصابتها بشدة المرض في السنوات العشر الأخيرة وتغيبها في إنجلترا وأمريكا لتلقى العلاج وتوفيت زهيرة عابدين في 23 صفر 1423 هـ|6 مايو 2002م.